# Atlantica Revista de Arte y Pensamiento
Atlantica Revista de Arte y Pensamiento è una rivista quadrimestrale d'arte e cultura contemporanea fondata nel 1992, organo del Centro Atlántico de Arte Moderno (CAAM) di Las Palmas de Gran Canaria e oggi pubblicata da Ediciones del Umbral. La rivista nasce insieme al CAAM ed è caratterizzata da un taglio fortemente interculturale, e tratta temi legati alla cultura europea, americana e africana. Pubblica fra l'altro saggi critici, recensioni, interviste.

## Storia
Il primo numero della rivista, in spagnolo, fu pubblicato nell'ottobre del 1990. Nel 1992 un cambiamento di gestione portò a una nuova veste editoriale, con contenuti in spagnolo e inglese e maggiore enfasi sulle immagini; nello stesso periodo la rivista acquisì l'attuale periodicità quadrimestrale. A partire dal numero 40 (2004) la rivista è pubblicata da Ediciones del Umbral e diretta da Alicia Chillida, Antonio Zaya e Octavio Zaya.

## Approccio
La rivista tratta in modo particolare delle interrelazioni e reciproche contaminazioni culturali fra i tre mondi delle Americhe, dell'Africa e dell'Europa. Antonio Zaya, uno dei direttori editoriali della rivista, ne ha tracciato una sorta dichiarazione d'intenti in occasione del decennale:
Secondo Cédric Vincent e Thomas Boutoux, "Atlantica" contribuisce molto presto e attivamente alla riflessione sull'arte e la globalizzazione, ma diversamente da una rivista come "Third Text" non prende una vera e propria posizione editoriale teorica e critica.

## Collaboratori
Sono stati pubblicati su Atlantica scritti di artisti e critici di tutto il mondo, sia affermati che emergenti. Tra gli altri, Anders Michelsen, Benjamin Weil, Charles Merewether, Lliliam Llanes, Berta Sichel, Hans Ulrich Obrist, Orlando Britto Jinorio, Ery Camara, Eugenio Valdés Figueroa (dal 1994 co-curatore della Biennale dell'Avana), Simon Njami, Clémentine Deliss, Olu Oguibe, Okwui Enwezor, Salah Hassan, Colin Richards, Ruben Gallo, Coco Fusco, Hou Hanru, Clive Kellner, Achille Bonito Oliva, Francesco Bonami, Gerardo Mosquera, Hou Hanru, Rasheed Araeen, Candice Breitz, Rosa Martínez, Bernard Henri-Levi, Slavoj Žižek, Sadie Plant, Ilya Prigogine e Sami Nair, Nancy Davenport, Barbara Pollak, Arthur C. Danto, Carmela García, Shoja Azari, José Ferriera, Zwelethu Mthethwa e Penny Siopis.